# 58. Grammy-gála
Az 58. Grammy-gála megrendezésére 2016. február 15-én került sor a Los Angeles-i Staples Centerben. A műsort a CBS tévécsatorna közvetítette. A showt összesen 24,9 millió néző követte nyomon.

## Díjazottak és jelöltek
A nyertesek és a jelöltek kategóriánként:

### Általános
Az év felvétele
- "Uptown Funk" – Mark Ronson featuring Bruno Mars
- "Really Love" –  D'Angelo and the Vanguard
- "Thinking Out Loud" – Ed Sheeran
- "Blank Space" – Taylor Swift
- "Can't Feel My Face" – The Weeknd

Az év albuma
- 1989 – Taylor Swift
- Sound & Color – Alabama Shakes
- To Pimp a Butterfly – Kendrick Lamar
- Traveller – Chris Stapleton
- Beauty Behind the Madness – The Weeknd

Az év dala
- "Thinking Out Loud" – Ed Sheeran
- "Alright" – Kendrick Lamar
- "Blank Space" – Taylor Swift
- "Girl Crush" – Little Big Town
- "See You Again" – Wiz Khalifa Featuring Charlie Puth

Legjobb új előadó
- Meghan Trainor
- Courtney Barnett
- James Bay
- Sam Hunt
- Tori Kelly

## Fellépők
| Előadó(k)                                                                     | Dal(ok) |
| ----------------------------------------------------------------------------- | --- |
| Taylor Swift                                                                  | "Out of the Woods" |
| Carrie Underwood Sam Hunt                                                     | "Take Your Time" Heartbeat" |
| The Weeknd                                                                    | "Can't Feel My Face" In the Night" |
| Ellie Goulding Andra Day                                                      | "Love Me like You Do" "Rise Up" |
| John Legend Demi Lovato Luke Bryan Meghan Trainor Tyrese Gibson Lionel Richie | Tribute to Lionel Richie "Easy" Hello" Penny Lover" You Are" Brick House" All Night Long (All Night)"                                             |
| Little Big Town                                                               | "Girl Crush" |
| Stevie Wonder Pentatonix                                                      | Tribute to Maurice White "That's the Way of the World"                                                                                            |
| Eagles Bernie Leadon Jackson Browne                                           | Tribute to Glenn Frey "Take It Easy" |
| Tori Kelly James Bay                                                          | "Hollow" Let It Go" |
| The cast of Hamilton                                                          | "Alexander Hamilton" (Live from the Richard Rodgers Theatre)                                                                                      |
| Kendrick Lamar                                                                | "The Blacker the Berry" Alright" "untitled 05 \| 09.21.2014"                                                                                      |
| Miguel Greg Phillinganes                                                      | Tribute to Michael Jackson "She's Out of My Life"                                                                                                 |
| Adele                                                                         | "All I Ask" |
| Justin Bieber Diplo Skrillex                                                  | "Love Yourself" Where Are Ü Now" |
| Lady Gaga Nile Rodgers                                                        | Tribute to David Bowie "Space Oddity" Changes" Ziggy Stardust" Suffragette City" Rebel Rebel" Fashion" Fame" Under Pressure" Let's Dance" Heroes" |
| Chris Stapleton Gary Clark Jr. Bonnie Raitt                                   | Tribute to B.B. King "The Thrill Is Gone" |
| Alabama Shakes                                                                | "Don't Wanna Fight" |
| The Hollywood Vampires                                                        | Tribute to Lemmy "As Bad as I Am" "Ace of Spades"                                                                                                 |
| Joey Alexander                                                                | Piano solo |
| Pitbull Sofía Vergara Robin Thicke Travis Barker Joe Perry                    | "El Taxi" Bad Man" |